# Cirsium helenioides
Cirsium helenioides là một loài thực vật có hoa trong họ Cúc. Loài này được (L.) Hill mô tả khoa học đầu tiên năm 1768.